# 药物代谢
药物代谢（英語：Drug metabolism）是生物对药物进行的代谢分解，通常这一过程通过生命体内的特定酵素系统完成。广而言之，外源物质代谢 （英語： xenobiotic metabolism，其中外源物質<xenobiotic>语源自希腊语词汇xenos“陌生人”和biotic“与生命体相关的”）是指改变外源物質化学结构的一系列代谢途径。这些外源物質指并不存在于生命组织正常生化过程中的化合物，如药物与毒物。这些代谢途径作为生物转化方式广泛存在于在所有主要生命体类别内，在遗传学上被认为起源很古老。在代谢过程中发生的化学反应常为通过对毒物进行修饰而解毒（但在某些异形生物质代谢中产生的中间体本身也存在毒性）。研究药物代谢的学科称为药物代谢动力学 。